# Amina Bughra
Amina Bughra (China, 1920) fue una política uigur en China, esposa del líder uigur Muhammad Amin Bughra.
En 1948 formó parte del primer grupo de mujeres elegidas para el Yuan Legislativo de China.

## Biografía
Llegó a ser vicepresidenta de la Asociación de Mujeres de Xinjian, y fue miembro de la Asamblea Nacional Constituyente que redactó la Constitución de la República de China. 
Posteriormente fue elegida para el Yuan Legislativo en las elecciones de 1948. Tras ser elegida, formó parte de la Comisión Política y de Autogobierno Local, de la Comisión de Asuntos Exteriores y de la Comisión de Fronteras. Renunció del Yuan Legislativo en 1955.

## Imágenes

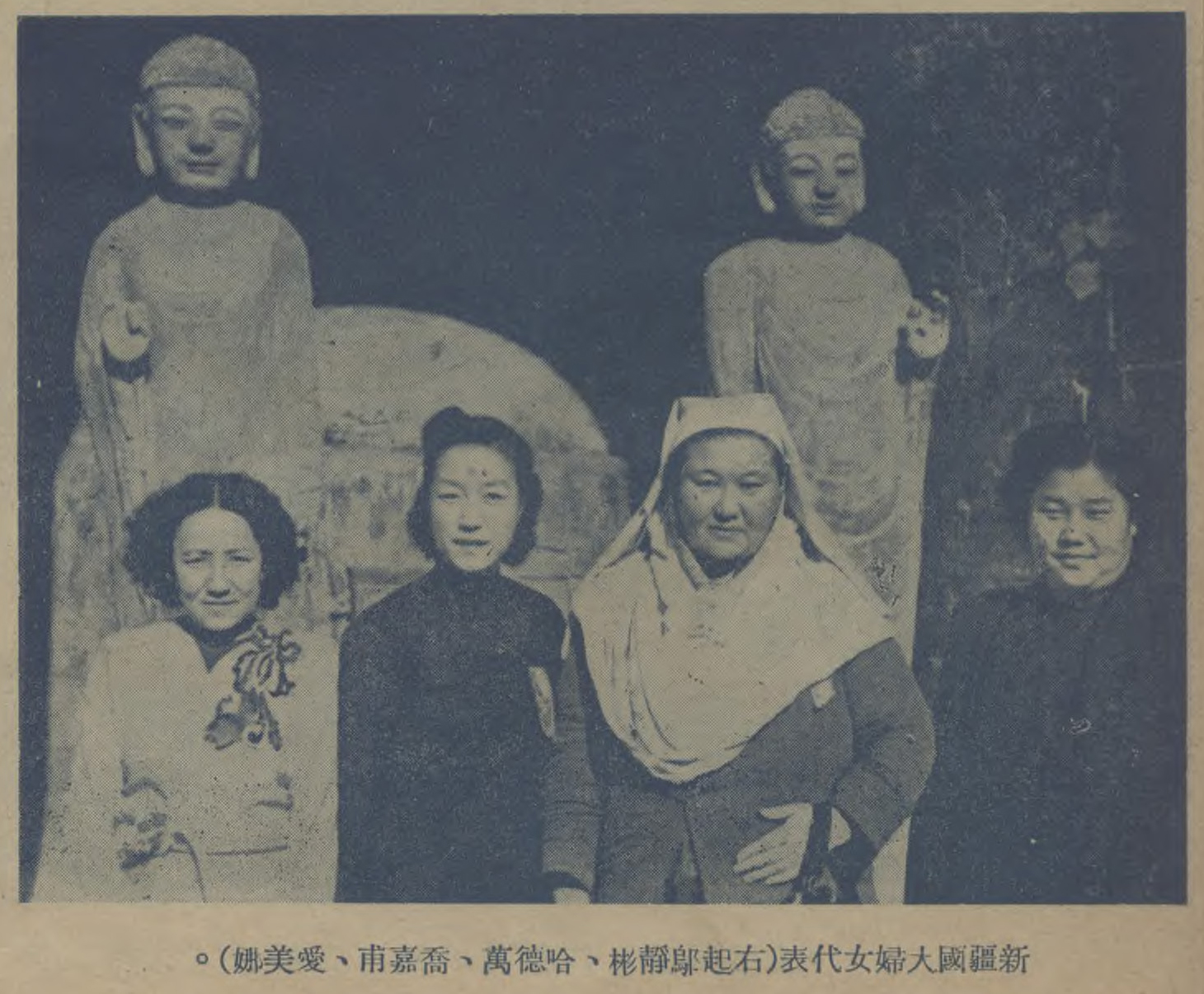
Representantes femeninas del Congreso Nacional de Xinjiang: Wu Jingbin, Hadwan, Qiao Jiafu, Aimina.
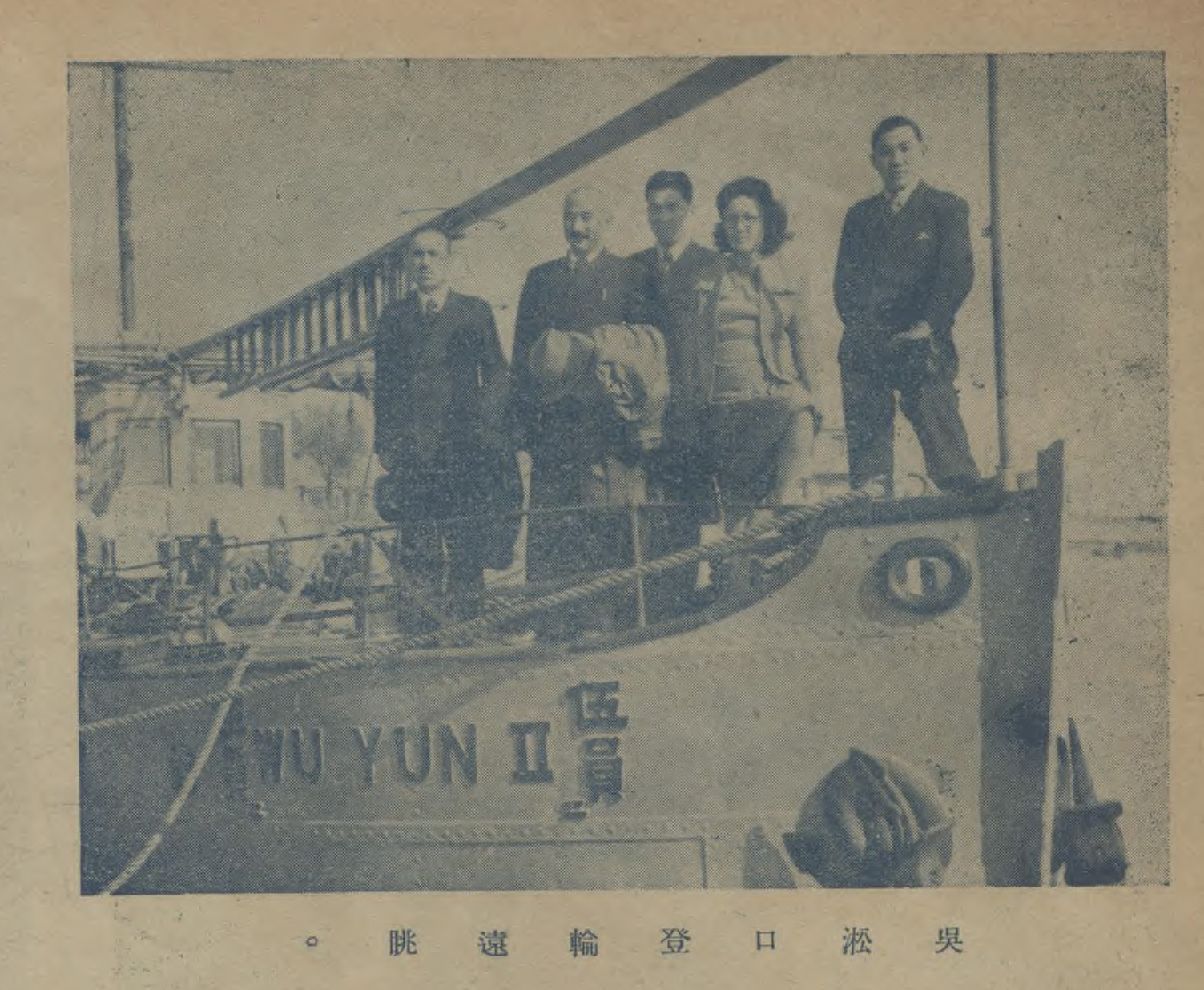
Los delegados de la Asamblea Nacional de Xinjiang en el puerto de Wusong observan desde el barco.